# 정현산
정현산(丁鉉山, 1969년 8월 12일 ~ 2000년 2월 11일)은 대한민국의 전 바둑 기사이며, 2000년 2월 교통사고로 사망했다. 또한 정현산의 친형은 정현천이다.

## 학력
- 충암고등학교

## 약력
1987년에 입단하였고, 1990년 제5회 신왕전에서 준우승했고, 1996년 6단을 거쳐 2000년 2월 11일 교통사고로 사망하여 은퇴하였다.

## 본선
- 1987년 : 입단
- 1988년 : 국기전 본선
- 1990년 : 기성전 본선, 명인전 본선, 제5기 신왕전 준우승
- 1993년 : 제12기 KBS 바둑왕전 본선
- 1996년 : 6단 승단, 제5기 SBS배 연승바둑최강전 본선
- 1997년 : 제16기 KBS 바둑왕전 본선, 제5기 배달왕기전 본선